# Алпина (окръг, Мичиган)
Окръг Алпина (на английски: Alpena County) е окръг в щата Мичиган, Съединени американски щати. Площта му е 4390 km², а населението - 31 314 души (2000). Административен център е град Алпина.